# Зелчин
Зелчин је насељено место у саставу града Валпова у Осјечко-барањској жупанији, Република Хрватска.

## Историја
До територијалне реорганизације у Хрватској налазио се у саставу старе општине Валпово.

## Становништво
На попису становништва 2011. године, Зелчин је имао 351 становника.

## Попис1991.
На попису становништва 1991. године, насељено место Зелчин је имало 378 становника, следећег националног састава:
| Попис 1991.‍  | Попис 1991.‍  | Попис 1991.‍ | Попис 1991.‍ | Попис 1991.‍ |
| ------------ | ------------ | ----------- | ----------- | ----------- |
|              |              |             |             |             |
| Хрвати       | Хрвати       |             | 372         | 98,41%      |
| остали       | остали       |             | 1           | 0,26%       |
| неопредељени | неопредељени |             | 3           | 0,79%       |
| непознато    | непознато    |             | 2           | 0,52%       |
| укупно: 378  |              |             |             |             |